# 麥克拉里 (密西西比州)
麥克拉里（英語：McCrary）是位於美國密西西比州朗茲縣的非建制地區。

## 歷史
麥克拉里的郵局於1898年設立，其後於1910年停運。

## 地理
麥克拉里所處的海拔為高於海平面84米（即276英呎），而該地所採用的時區為UTC-6，即北美中部時區（CST）。同時該地設有夏令時間，為UTC-6調快一小時，即UTC-5（CDT）。